# 羅賽爾國際賽道

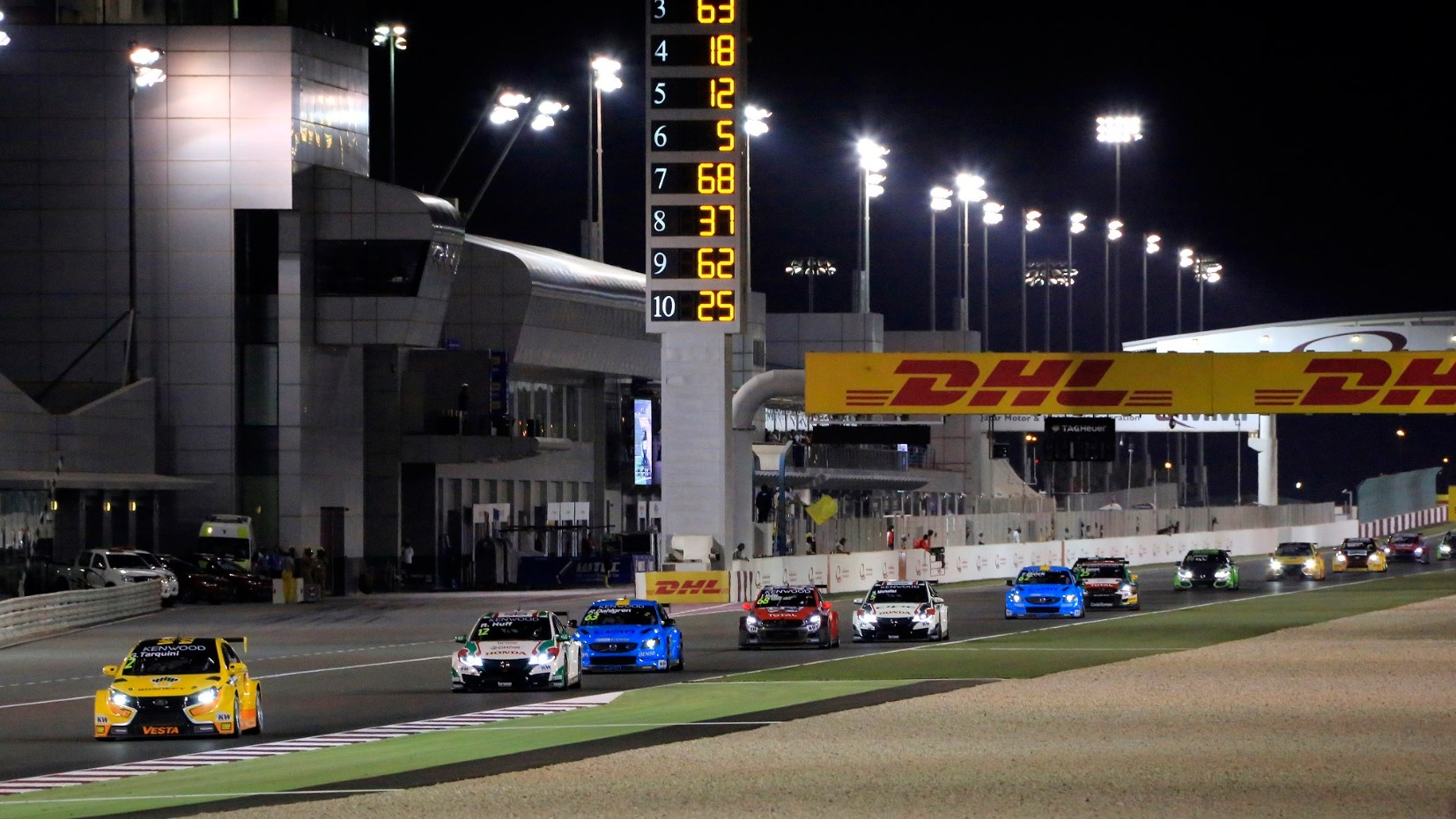
2016年世界房車錦標賽卡塔爾站

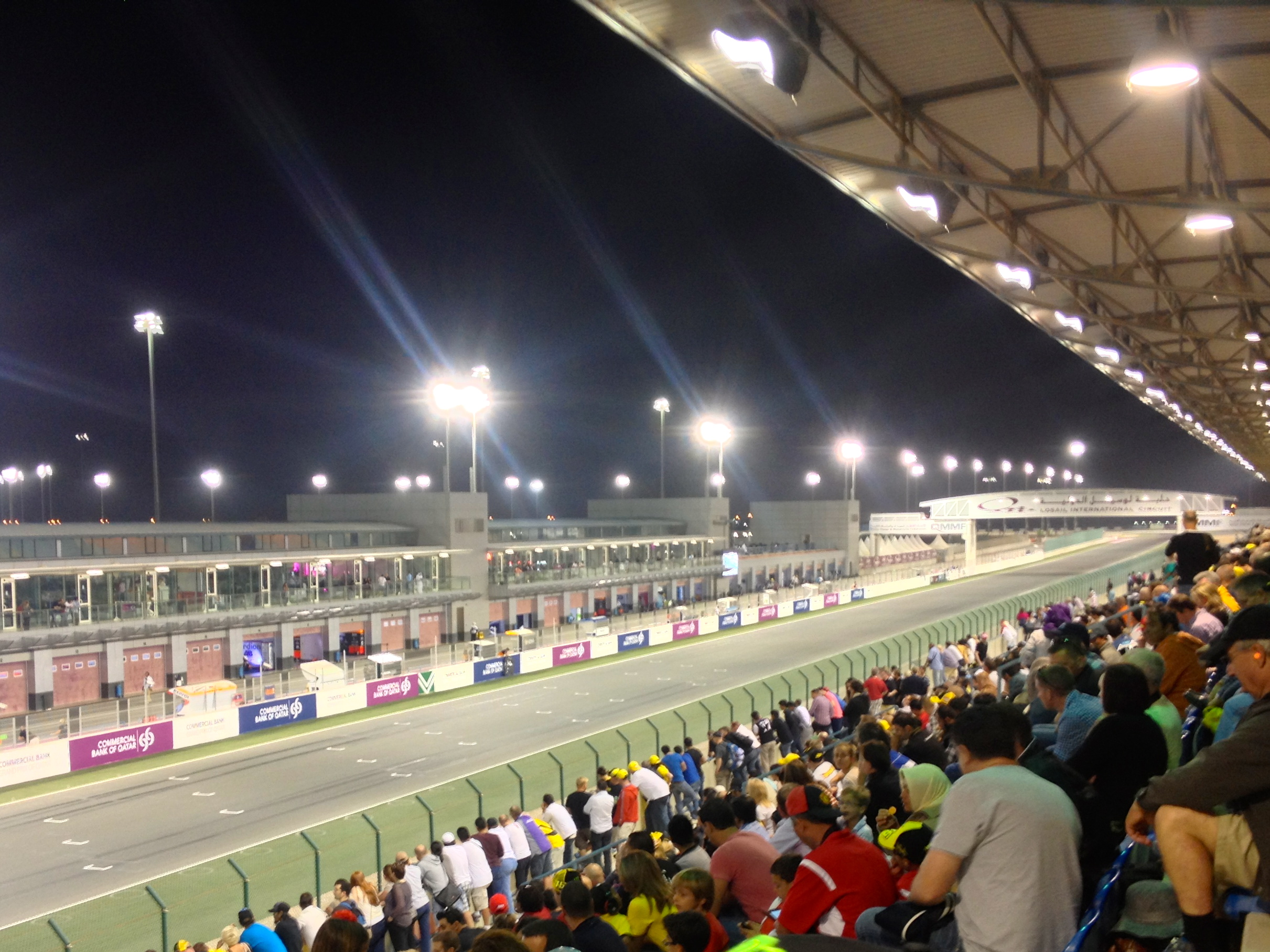
看台景觀

卢赛尔国际赛道（英語：Losail International Circuit）是一條位於卡塔尔多哈北部卢赛尔的賽道。
這條賽道耗資5,800萬美元並由1,000名工人在不到一年的時間內建成，於2004年正式啟用。

## 概論
此賽道於2004年開放使用，以短短不到一年的時間，聘請1000位工人，花費5800萬美元的成本建造完畢。首次賽事為萬寶路MotoGP卡達站，冠軍為塞特吉伯諾 (Sete Gibernau)。此外，此賽道舉辦了2006年的大師賽，由奈傑爾·曼塞爾（Nigel Mansell）贏得冠軍。
此賽道的長度為5.380公里，賽道大直線僅有1068公尺。周圍種以人工草皮，避免太多沙塵覆蓋賽道路面。
2007年，賽道針對夜賽增加了戶外照明設備。在當時，由馬斯科照明公司所建照的羅賽爾賽道是世界上最大規模的照明設施。目前這項殊榮屬於另一個波斯灣的賽道，阿布達比的亞斯碼頭賽道。在MotoGP歷史上首場夜賽為2008年3月在此舉行。
2009年2月，GP2亞洲系列賽在此舉辦夜賽。最快單圈為尼古拉斯·賀根堡的1'35.741。
2021年11月，世界一级方程式锦标赛在此舉辦夜賽。最快單圈為路易斯·咸美頓的1:20.827
此賽道有10個右彎，6個左彎。6號是全場最低速的彎道，與10號彎道皆為雙Apex點的設計。

## 赛道纪录
| 组别                     | 时间                     | 车手                     | 赛车                     | 年份                     |
| 大奖赛赛道里程：5.380 km | 大奖赛赛道里程：5.380 km | 大奖赛赛道里程：5.380 km | 大奖赛赛道里程：5.380 km | 大奖赛赛道里程：5.380 km |
| ------------------------ | ------------------------ | ------------------------ | ------------------------ | ------------------------ |
| 一级方程式赛车           | 1:22.384                 | 兰多·诺里斯              | 迈凯伦MCL38              | 2024                     |
| GP2亚洲系列赛            | 1:38.699                 | Davide Rigon             | Dallara GP2/08           | 2009                     |
| MotoGP                   | 1:54.491                 | Francesco Bagnaia        | Ducati Desmosedici GP21  | 2021                     |
| WSBK                     | 1:56.687                 | Jonathan Rea             | Kawasaki Ninja ZX-10RR   | 2019                     |
| Moto2                    | 1:58.711                 | Thomas Lüthi             | Kalex Moto2              | 2019                     |
| WTCC                     | 2:01.628                 | 荷西·馬利亞·盧比斯       | Citroën C-Elysée WTCC    | 2015                     |
| World SSP                | 2:01.832                 | Kenan Sofuoğlu           | Kawasaki Ninja ZX-6R     | 2017                     |
| Moto3                    | 2:05.403                 | Romano Fenati            | Honda NSF250RW           | 2019                     |
| Supersport 300           | 2:13.798                 | Ana Carrasco             | Kawasaki Ninja 400       | 2019                     |

## MotoGP歷史賽事

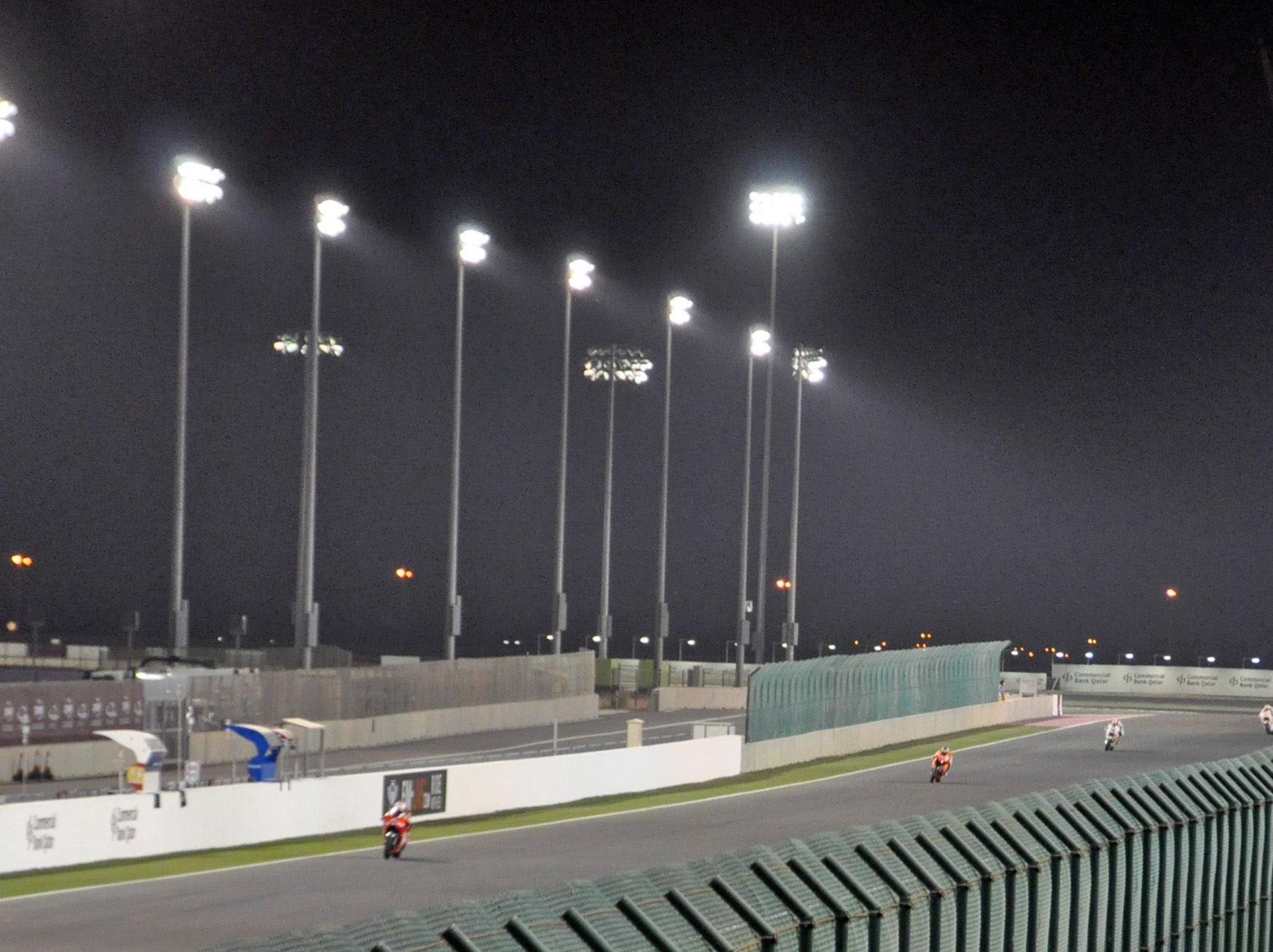
2008年以後，MotoGP夜賽的照片。

### 2013年MotoGP卡達站
- 冠軍：Jorge Lorenzo，山葉
- 位：Jorge Lorenzo，山葉
- 最快單圈：Marc Marquez，本田，時間 =1'55.445

### 2012年MotoGP卡達站
- 冠軍：Jorge Lorenzo，山葉[8]
- 位：Jorge Lorenzo，山葉
- 最快單圈：Casey Stoner，本田，時間 =1:55.541[9]

### 2011年MotoGP卡達站
- 冠軍：Casey Stoner，本田
- 位：Casey Stoner，本田
- 最快單圈：Casey Stoner，本田，時間 =1:55.366

### 2010年MotoGP卡達站
- 冠軍：瓦伦蒂诺·罗西，山葉
- 位：Casey Stoner，杜卡迪萬寶路
- 最快單圈：Casey Stoner，杜卡迪萬寶路

### 2009年MotoGP卡達站
- 冠軍：Casey Stoner，杜卡迪萬寶路，平均速度 = 165.539 km/h
- 位：Casey Stoner，杜卡迪萬寶路，時間 =1'55.286
- 最快單圈：Casey Stoner，杜卡迪萬寶路，時間 =1'55.844，平均速度 = 167.900 km/h

### 2008年MotoGP卡達站
- 冠軍：Casey Stoner，杜卡迪，平均速度 = 166.666 km/h
- 位：Jorge Lorenzo，山葉，時間 =1:53.927，平均速度 = 170.004 km/h
- 最快單圈：Casey Stoner，杜卡迪，時間 =1:53.153，平均速度 = 171.166 km/h

### 2007年MotoGP卡達站
- 冠軍：Casey Stoner，杜卡迪，平均速度 = 170.113 km/h
- 位：瓦伦蒂诺·罗西，山葉，時間 =1'55.002，平均速度 = 168.414 km/h
- 最快單圈：Casey Stoner，杜卡迪，時間 =1'56.528，平均速度 = 166.208 km/h

### 2006年MotoGP卡達站
- 冠軍：瓦伦蒂诺·罗西，山葉，平均速度 = 163.742 km/h
- 位：Casey Stoner，本田 LCR，時間 =1'55.683
- 最快單圈：瓦伦蒂诺·罗西，山葉，時間 =1'57.305，平均速度 = 165.108 km/h

### 2005年MotoGP卡達站
- 冠軍：瓦伦蒂诺·罗西，山葉，平均速度 = 163.020 km/h
- 位：Loris Capirossi，杜卡迪，時間 =1'56.917
- 最快單圈：Nicky Hayden，本田，時間 =1'57.903，平均速度 = 164.270 km/h

### 2004年MotoGP卡達站
- 冠軍: Sete Gibernau，本田，平均速度 = 161.293 km/h
- 位：Carlos Checa，山葉，時間 =1'58.988

## 外部連結
- 賽道官方網站 （页面存档备份，存于）
- MotoGP在羅賽爾的賽程（页面存档备份，存于）
- 開車到羅賽爾賽道的導覽（页面存档备份，存于）
- Google地圖衛星檢視下的羅賽爾國際賽車場